# NGC 2081
NGC 2081 est un amas ouvert associé à une nébuleuse en émission située dans la constellation de la Dorade. NGC 2081 est situé dans le Grand Nuage de Magellan. NGC 2081 a été découvert par l'astronome britannique John Herschel entre 1834 et 1836.

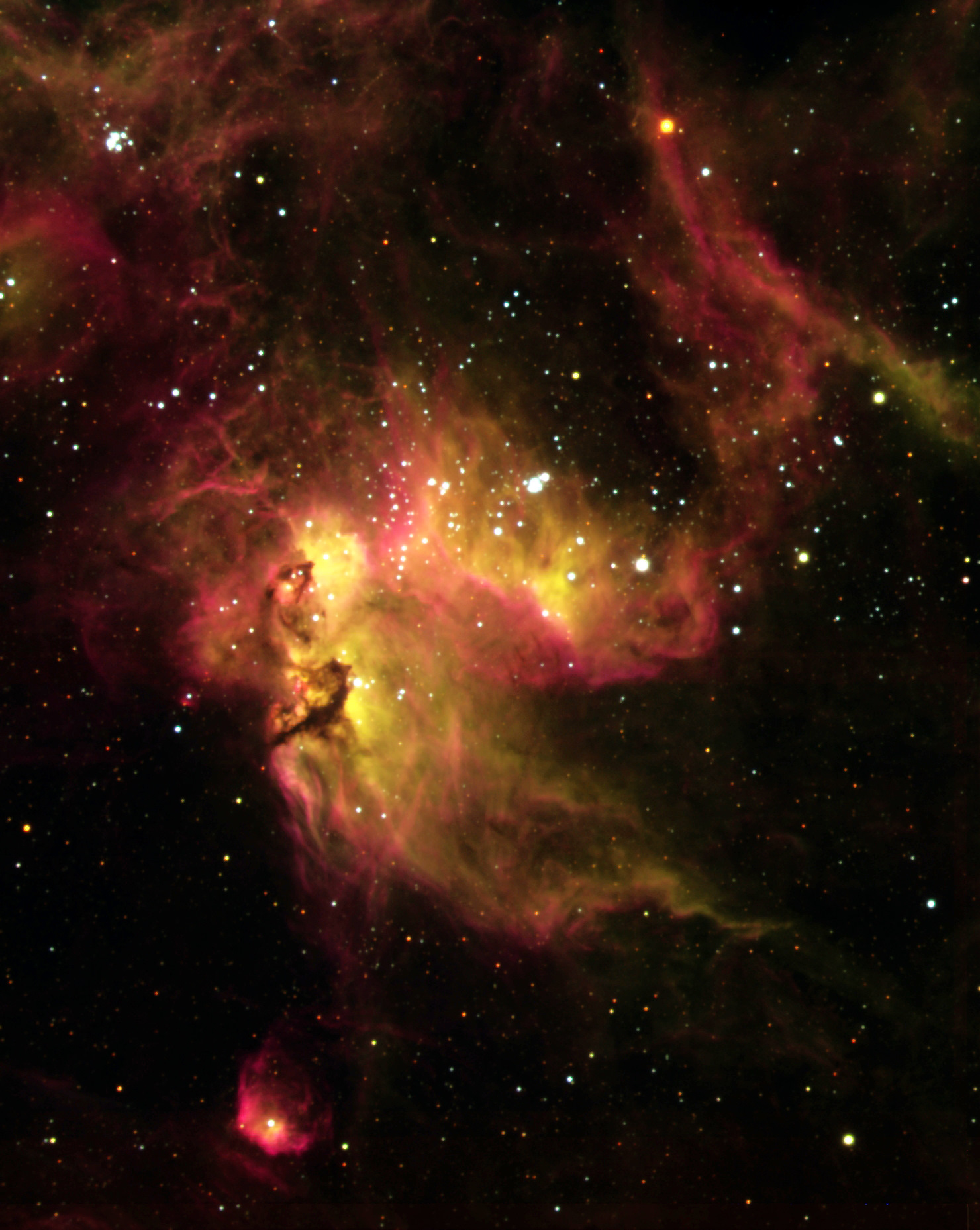
NGC 2081 (Observatoire européen austral)